# 萨吾尔山
萨吾尔山，或称萨吾尔山脉，位于中华人民共和国与哈萨克斯坦共和国两国边界，中方一侧位于新疆维吾尔自治区伊犁哈萨克自治州（分布于阿勒泰地区吉木乃县与塔城地区和布克赛尔蒙古自治县），哈方一侧位于东哈萨克斯坦州斋桑县。

## 冰川
随着全球变暖，萨吾尔山脉多数冰川开始出现严重退缩。根据中国科学院天山冰川观测试验站在2014年1月对萨吾尔山脉木斯岛冰川的考察，该冰川在2013年的面积为3.15平方千米，比1977年退缩约0.82平方千米，通过雷达测厚估算，体积减少约44.6%；而8月份再次考察发现该冰川在当月消融接近1米，冰川上部藻类大量繁殖，出现大面积“红雪带”。